# Petite Maman
Petite Maman és una pel·lícula francesa que es va estrenar en 2021, escrita i dirigida per Céline Sciamma. És protagonitzada per Joséphine Sanz, Gabrielle Sanz, Stéphane Varupenne, Nina Meurisse i Margo Abascal. S'ha doblat i subtitulat al català.
La pel·lícula es va estrenar al 71è Festival Internacional de Cinema de Berlín el 3 de març de 2021 i a França el 2 de juny de 2021 per Pyramide Distribution. A Espanya es va poder visionar al 69è Festival Internacional de Cinema de Sant Sebastià al setembre de 2021.

## Sinopsi
Nelly (Joséphine Sanz) de 8 anys i la seva mare se'n van de l'hospital on ha mort l'àvia. Cal buidar la casa de l'àvia així que la família va posant tot en caixes. Un matí Nelly es desperta i el seu pare li diu que la seva mamà ha tornat a la seva casa i que ells es quedaran uns dies més acabant d'empaquetar. La nena surt a recórrer el camp i es troba amb una altra noia de la seva mateixa edat (i molt semblant a ella, interpretada per la seva germana en la vida real) que està construint una caseta en l'arbre, com la que va construir la mare de Nelly en la seva pròpia infància.

## Repartiment
- Joséphine Sanz com Nelly
- Gabrielle Sanz com Marion
- Stéphane Varupenne com pare
- Nina Meurisse com mare
- Margo Abascal com àvia

## Producció
Al novembre de 2020, es va anunciar que Céline Sciamma escriuria i dirigiria la pel·lícula, amb Bénédicte Couvreur com a productora de la pel·lícula i Pyramide Distribution preparada per a distribuir-la. Es va començar a rodar a primers de novembre de 2020.

## Llançament
Petite Maman es va estrenar al 71è Festival Internacional de Cinema de Berlín al març de 2021, on Neon va comprar els drets de distribució nord-americans de la pel·lícula el mateix dia. Una setmana després, MUBI va adquirir els drets de distribució per al Regne Unit, Irlanda i Turquia. Fou estrenada a França el 2 de juny de 2021 per Pyramide Distribution.
La pel·lícula es va projectar al setembre de 2021 al Festival Internacional de Cinema de Toronto i al 69è Festival Internacional de Cinema de Sant Sebastià.

## Crítica
Petite Maman va rebre crítiques positives. Té una qualificació d'aprovació del 100% en el agregador de ressenyes Rotten Tomatoes, basat en 31 ressenyes, amb un mitjana ponderada de 9.20 / 10. A Metacritic, la pel·lícula té una qualificació de 93 sobre 100, basada en 8 crítics, la qual cosa indica "aclamació universal".

## Premis i nominacions
| Premi                                         | Data                   | Categoria                               | Recipient(s)                        | Resultat    | Ref.   |
| --------------------------------------------- | ---------------------- | --------------------------------------- | ----------------------------------- | ----------- | ------ |
| Festival Internacional de Cinema de Berlín    | 5 de març de 2021      | Ós d'Or                                 | Céline Sciamma                      | Nominat     | [ 14 ] |
| Festival Internacional de Cinema de San Diego | 24 de març de 2021     | Millor pel·lícula internacional         | Petite Maman                        | Guanyador   | [ 15 ] |
| Premis British Independent Film               | 5 de desembre de 2021  | Millor pel·lícula internacional         | Céline Sciamma i Bénédicte Couvreur | Nominat     | [ 16 ] |
| Premis de la Chicago Film Critics Association | 15 de desembre de 2021 | Millor pel·lícules estrangera           | Petite Maman                        | Nominat     | [ 17 ] |
| Los Angeles Film Critics Association Awards   | 18 de desembre de 2021 | Millor pel·lícula en llengua estrangear | Petite Maman                        | Guanyador   | [ 18 ] |
| National Society of Film Critics              | 8 de gener de 2022     | Millor pel·lícula                       | Petite Maman                        | Participant | [ 19 ] |
| National Society of Film Critics              | 8 de gener de 2022     | Millor director                         | Céline Sciamma                      | Participant | [ 19 ] |
| Toronto Film Critics Association              | 16 de gener de 2022    | Millor pel·lícula en llengua estrangera | Petite Maman                        | Participant | [ 20 ] |
| London Film Critics Circle Awards             | 6 de febrer de 2022    | Millor pel·lícula en llengua estrangera | Petite Maman                        | Pendent     | [ 21 ] |
| London Film Critics Circle Awards             | 6 de febrer de 2022    | Director de l’any                       | Céline Sciamma                      | Pendent     | [ 21 ] |
| Premis Independent Spirit                     | 6 de març de 2022      | Millor pel·lícula internacional         | Petite Maman                        | Pendent     | [ 22 ] |
| Premi BAFTA                                   | 13 de març de 2022     | Millor pel·lícula en llengua no anglesa | Céline Sciamma i Bénédicte Couvreur | Pendent     | [ 23 ] |